# Kozacy uralscy
Kozacy uralscy (także Kozacy jaiccy) – Kozacy zamieszkujący tereny nad rzeką Ural, wchodzący w skład Kozackiego Wojska Uralskiego. Zwani byli także kozakami jaickimi od starej nazwy rzeki Ural – Jaik. W ich skład, poza etnicznymi Rosjanami, wchodziło także wielu Tatarów, którzy jednak znali język rosyjski.

## Historia
Dwadzieścia lat po podporządkowaniu sobie w 1577 terenów leżących nad Wołgą, na odcinku od Kazania do Astrachania, Rosja zaczęła zwalczać piratów grasujących na rzece. Do tego celu przeznaczono oddziały kozackie. Część z nich, ścigając piratów, dotarła na rzekę Jaik. W 1580 r. zdobyli oni Saraj Jük. W 1591 kontynuowali walki, podporządkowując Rosji nowe tereny. W XVII w. Kozacy uralscy zostali oficjalnie uznani za odrębne wojsko i nadano im ziemię nad rzeką Jaik. W 1717 r. wzięli udział w ekspedycji na Chiwę, w wyniku której zginęło około 1500 Kozaków uralskich. Spis ludności z 1723 r. podaje, iż liczebność żołnierzy wśród tych Kozaków wynosiła 3196.
Pod koniec XVIII w. zaczęły narastać antagonizmy między Kozakami uralskimi a państwem. Kozacy utrzymywali się głównie z rybołówstwa i zatrzymywania dla siebie części podatków. To właśnie spór o wysokość należności był kością niezgody. Petersburg twierdził, iż Kozacy zagarniają za dużą część podatków, i w 1772 wysłała na ich ziemię komisję, na czele której stał generał von Traubenberg. Kozacy wdali się w spór z przedstawicielami komisji i doszło do zabójstwa von Traubenberga i buntu Kozaków. Wykorzystał to Jemieljan Pugaczow, który przybył nad Jaik, podając się za cudownie ocalałego cesarza Piotra III. Miejscowi Kozacy natychmiast go poparli, stając się siłą napędową powstania Pugaczowa, które wybuchło w 1773 r. Upadło ono już rok później, Pugaczowa pojmano, a na jego zwolenników spadły surowe represje. Mimo to Kozaczyzna uralska przetrwała i ponownie znalazła się na służbie państwowej.
Kozackie Wojsko Uralskie brało udział w wyprawie Aleksandra Suworowa do Włoch i Szwajcarii w latach 1799–1800, wojnach rosyjsko-tureckich, w tłumieniu powstania listopadowego, w walkach przeciwko Napoleonowi Bonapartemu i w wojnie krymskiej.